# Ремгорд, Рольф
Рольф Ремгорд (швед. Rolf Rämgård; 30 марта 1934 года, Эльвдален) — шведский лыжник, призёр Олимпийских игр 1960 года.

## Карьера
На Олимпийских играх 1960 года в Скво-Вэлли, завоевал серебряную медаль в гонке на 30 км, в которой 13 секунд уступил победителю, шведу Сикстену Йернбергу, при этом более минуты выиграв у занявшего 3-е место советского лыжника Николая Аникина. В гонке на 50 км завоевал бронзу, при этом проиграл серебряному медалисту финну Вейкко Хакулинену более трёх минут и 40 секунд выиграл у ставшего четвёртым своего партнёра по команде Леннарта Ларссона. В гонке на 15 км занял 8-е место, в эстафете не участвовал.
Лучший результат Ремгорда на чемпионатах мира, 7-е место в гонке на 50 км на чемпионат мира-1962 в Закопане.
После завершения спортивной карьеры занимался политикой, дважды избирался в шведский парламент от партии Центра, был министром спорта в правительстве.